# Chiesa del Sacro Cuore di Maria (Torino)
La chiesa del Sacro Cuore di Maria è una chiesa neogotica di Torino, situata nel quartiere San Salvario. Progettata e costruita dall'architetto Carlo Ceppi nel 1898, fu distrutta durante i bombardamenti del 28 novembre 1942 e del 12 Agosto 1943 e ricostruita negli anni Cinquanta del Novecento.

## Storia
Il progetto, del 1884, fu opera dell’architetto Carlo Ceppi e dell’ingegnere Stefano Molli e la chiesa venne costruita tra il 1890 e il 1898. Nell’ottobre 1900 la chiesa fu dedicata al Sacro Cuore di Maria rifugio dei peccatori. Nel 1910 il santuario divenne Parrocchia. L'interno era rivestito in pietra verde del Tenda.
Il 13 Luglio del 1943 la cupola fu colpita in pieno da una bomba di grosso calibro. Oltre alla cupole, vennero giu anche il tetto ed un'impalcatura per un restauro, e vennero distrutti l'altare maggiore e l'organo a 6000 canne e non rimasero che la facciata e le mura perimetrali.
La ricostruzione, fedele al progetto originario, fu eseguita tra il 1947 e il 1955 e resa possibile grazie alle raccolta fondi ed alla guida del parroco don Bernardino Costamagna.